# زیارت‌کوی، قروجه‌شیله
زیارت‌کوی، قروجه‌شیله (به ترکی استانبولی: Ziyaretköy) یک منطقهٔ مسکونی در ترکیه است که در قروجه‌شیله واقع شده‌است. زیارت‌کوی ۷۲ نفر جمعیت دارد.